# Bernard Berenson

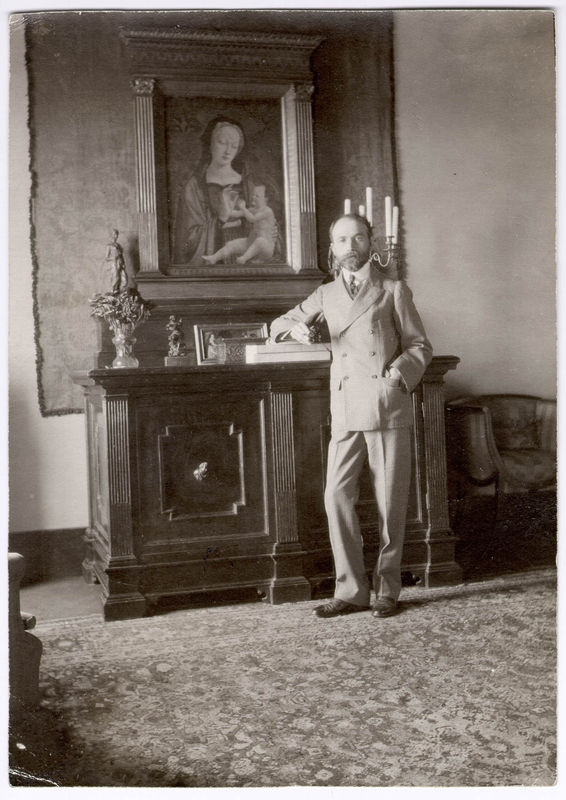
Bernard Berenson w Villa I Tatti, 1903 r.

Bernard Berenson, właśc. Bernhard Walwrożeński (ur. 26 czerwca 1865 w Butrymańcach, zm. 6 października 1959) – amerykański historyk sztuki specjalizujący się w renesansie.
Urodził się w rodzinie żydowskiej. W 1875 roku wyemigrował z rodzicami do Bostonu. Ukończył studia na Uniwersytecie Harvarda. Był doradcą ds. sztuki amerykańskiej kolekcjonerki Isabelli Stewart Gardner oraz współpracował ze marszandem Josephem Duveenem.
Po wojnie dokonał konwersji na katolicyzm.